# Головин, Михаил Евсеевич
Михаи́л Евсе́евич Голови́н (1756—1790) — русский физик и математик, адъюнкт (1776—1786) и почётный член (с 1786 г.) Петербургской Академии наук. По матери племянник Михаила Васильевича Ломоносова. Один из первых методистов-математиков, профессор Петербургской учительской семинарии с 1786 г.
Головин оставил заметный след в истории развития математического образования в России как автор учебников по арифметике, геометрии, тригонометрии и механике.
Особенно широкой известностью пользовались учебники Головина для начальных школ, изданные в 1783 и 1786 годах. Они неоднократно переиздавались и последнее (10-е) их издание относилось к 1822 году.

## Биография
М. Е. Головин родился в селе Матигоры Архангельской губернии в семье крестьянина Евсея Федоровича Головина (ум. после 1796) и Марии Васильевны Ломоносовой (1730—1826) и по матери приходился племянником Михаилу Васильевичу Ломоносову, по чьей рекомендации в 1765 г. он поступил в академическую гимназию.
В 1773 году Головин окончил академическую гимназию и поступил в академический университет, где изучал физику у Л. Ю. Крафта (сына Г. В. Крафта). Основное же внимание было отдано математике, которую он изучал под руководством Л. Эйлера, будучи одним из ближайших его учеников и помощников. В частности, он записывал со слов или прямо под диктовку Эйлера его сочинения, что требовало незаурядной математической подготовки.
В 1776 году Головин избран адъюнктом по кафедре опытной физики, и в этом звании он состоял в течение 10 лет. При вступлении в должность он представил академической Конференции работу «Пример пояснений к трактату знаменитого Эйлера „О постройке и вождении кораблей“».
Значительную роль в развитии естественно-математических наук сыграли удачные переводы Головина. В 1775 году он перевёл с французского сокращенный вариант «Морской науки» Эйлера, изданный в 1778 году под названием «Полное умозрение строения и вождения кораблей, сочиненное в пользу учащихся навигации».
В 1786 году из-за напряженных отношений с директором Академии Е. Р. Дашковой, Головин оставил Академию, сохранив за собой лишь редактирование собрания сочинений М. В. Ломоносова. При уходе он получил звание почетного члена Академии наук.
Последние годы своей жизни М. Е. Головин работал в Петербургском главном народном училище, Петербургской учительской семинарии и в знаменитой комиссии об учреждении народных училищ. В качестве члена комиссии написал и издал учебные руководства для народных училищ по арифметике, геометрии, механике и архитектуре.
Умер 8 июня 1790 года в возрасте 34 лет.

## Учебники М. Е. Головина
«Руководство к арифметике для употребления в народных училищах» Головина содержало объяснения систем счисления, четырёх действий над целыми и дробными числами, арифметической и геометрической пропорций на числовых примерах, точного и приближенного извлечения корней. Во вступлении к I части «Руководства» вводились основные понятия единицы и целого числа; при этом числами считались 2, 3, …, 9. Единица и нуль к числам не причислялись. В этом отношении «Руководство к арифметике» Головина было шагом назад по сравнению с «Арифметикой» Магницкого. Зато изложению десятичных дробей Головин придал такое важное значение, какое мы не найдем в прежних учебниках арифметики.
Учебник по механике просмотрен и одобрен Эйлером; в нём Головин одним из первых использовал понятие, близкое к понятию вектора. «Руководство к механике» Головина состоит из предисловия и пяти глав. Основное содержание «Руководства к механике» заключает ознакомление учащихся с равномерным и переменным движением (гл. 1), с понятием силы (гл. 2), с простыми и сложными машинами (гл. 3 и 4) и с законами трения (гл. 5). Изложение всего этого ведется в согласии с требованием, чтобы «учители предложения свои при преподавании предметов делали ясными, вразумительными и порядочными; учение же, а особливо для маленьких учеников, легким, приятным и более забавным, нежели тягостным».

## Список использованной литературы
- Варфоломеев Л. А. Стезею Ломоносова : северяне — выдающиеся деятели науки и культуры : монография / Л. А. Варфоломеев; Помор. гос. ун-т им. М. В. Ломоносова, Арханг. центр Рус. Геогр. о-ва; под общ. ред. Р. А. Ханталина. — Архангельск : ПГУ им. М. В. Ломоносова, 2001.
- Воронов А. Историко-статистическое обозрение учебных заведений С.-Петербургского учебного округа с 1715 по 1828 год включительно, СПБ, 1849.
- Гурьян О. Мальчик из Холмогор: повесть / О. Гурьян. — М.: Дет.лит., 1981. — 78 с. — (Маленькая историческая библиотека).
- Головин М. Е. Руководство к механике, СПБ, 1785.
- Головин М. Е. Руководство к арифметике для употребления в народных училищах Российской Империи изданное по высочайшему повелению. СПБ, 1804.
- Кулябко Е. С. Замечательные питомцы Академического университета. Л.: Наука. 1977.
- Прудников В. Е. Русские педагоги-математики XVIII—XIX веков. Пособие для учителей. Государственное учебно-педагогическое издательство министерства просвещения РСФСР. М., 1956.
- Полякова Т. С. Леонард Эйлер и математическое образование в России. КомКнига. 2007.
- Смагина Г. И. М. Е. Головин — ученик и помощник Л. Эйлера // Природа, 1987, № 4, С. 125—128.
- Шумилов Н. А. Род Ломоносовых. Поколенная роспись. Изд. переработанное и допол. Архангельск. 2001. 152 с.